# カラスキバサンキライ属
カラスキバサンキライ属 Heterosmilax はサルトリイバラ科の属。シオデ属とは花被が互いに癒合して壺状などになる点で区別される。ただし同属に纏める説が提示されている。

## 特徴
蔓状になる低木。葉は常緑、卵形で基部は葉柄の部分が窪み、葉柄の基部から1対の巻きひげを出す。雌雄異株。花は葉腋から出る傘形花序につき、個々の花は小さい。花被は互いに癒合して壺形から管状になり、先端は裂けて小さな歯となる。雄花では雄蘂は3本で、その基部は互いにくっつき、あるいは癒合して柱状になり、退化子房はない。雌花では退化した雄蘂が糸状になって1-3本残る。子房は3室。果実は液果で暗緑色に熟し、中に1-3個の種子を含む。
学名はシオデ属の学名Smilaxに対して、それとは異なるものを意味する。

## 分布と種
東アジアの熱帯から亜熱帯域に数種がある。日本にはカラスキバサンキライの1種のみが知られる。
- Heterosmilax　カラスキバサンキライ属[3]
- H. chinensis
- H. gaudichaudiana
- H. japonica カラスキバサンキライ
- H. longiflora
- H. micrandra
- H. micrantha
- H. paniculata
- H. pertenuis
- H. polyandra
- H. septemnervia
- H. sumatrensis
- H. yunnanensis

## 分類
サルトリイバラ科は蔓性になること、網状の葉脈、葉柄から対をなして生じる巻きひげ、単性の花、子房上位といった共通の特徴を有するよくまとまった群である。その多くはシオデ属のものである。本属はこれに似て、以下の点で区別される。
- 花被が癒合していること。シオデ属では6枚の花被が常に離れて生じる。
- 雄花に雄蘂が3本あり、その基部が癒合する。シオデ属では雄蘂は6本あって離れて生じる。
- 雌花では仮雄蘂が1-3本であること。シオデ属では仮雄蘂は6本である。

ただし近年に系統的な検討からこの属はシオデ属に含める説が提示されている。それによると本属ともう1つの属 Pseudosmilax はシオデ属の系統内に収まり、この2属を独立させた場合、それ以外のものからなるシオデ属が側系統になってしまうという。したがってこの2属をシオデ属に含めた上で纏めてカラスキバサンキライ節？ sect, Heterosmilax とする、といものである。